# Heinrich Moos
Heinrich Oskar Moos (Fráncfort, 27 de marzo de 1895-Fráncfort, 15 de junio de 1976) fue un deportista alemán que compitió en esgrima, especialista en la modalidad de sable. Ganó tres medallas de bronce en el Campeonato Mundial de Esgrima entre los años 1931 y 1937.

## Palmarés internacional
| Campeonato Mundial | Campeonato Mundial | Campeonato Mundial | Campeonato Mundial |
| Año                | Lugar              | Medalla            | Prueba             |
| ------------------ | ------------------ | ------------------ | ------------------ |
| 1931               | Viena (Austria)    | Medalla de bronce  | Sable por equipos  |
| 1935               | Lausana (Suiza)    | Medalla de bronce  | Sable por equipos  |
| 1937               | París (Francia)    | Medalla de bronce  | Sable por equipos  |